# Disney Channel Games
Disney Channel Games era il titolo di una mini serie di Disney Channel trasmessa per la prima volta negli Stati Uniti durante l'estate 2006. La seconda edizione dei Disney Channel Games fu prodotta da 7"8"9 Entertainment, situata a Hollywood (California). Durante l'"Happy U Year Celebration" di Disney Channel, si sono tenuti i "Disney Channel Games 2008", l'ultima edizione. Ora è sostituita dai Disney's Friends for Change Games

## Premesse
La miniserie vede scontrarsi le star di Disney Channel suddivisi in quattro squadre. Ogni settimana viene scelto un membro di ogni squadra che gareggia contro gli altri scelti. A seconda dei risultati di ciascuna squadra, vengono assegnati dei punti che stabiliscono la classifica (1º = 200 punti; 2º = 150 punti; 3º = 100 punti; 4º = 75 punti). Mentre le squadre cercano di guadagnare punti attraverso i giochi, i fan possono giocare ad alcuni giochi sul sito ufficiale di Disney Channel regalando i punti che guadagnano alla squadra che preferiscono. Alla squadra con il maggior numero di punti regalati dai fan vengono assegnati dei punti bonus. Inoltre, la settimana successiva ad ogni gara, viene annunciato il "Most Valuable MVP" (ovvero il giocatore migliore), votato dai fan online. Dopo otto settimane di competizioni, viene annunciata la squadra vincitrice.
La prima edizione è stata giocata nell'arco di tempo dal 10 giugno 2006 al 19 agosto 2006.

## Disney Channel Games 2006
I Disney Channel Games 2006, conosciuti anche come DC Games, sono stati la prima edizione del programma. Furono trasmessi negli Stati Uniti il 10 giugno 2006 come speciale della maratona estiva So Hot Summer! 2006. Fu trasmesso più tardi anche nel Regno Unito il 3 novembre 2006, in Australia il 5 gennaio 2007, nell'America Latina il 26 febbraio 2007 e alcuni spezzoni anche in Italia durante il programma Prime Time. Infine il 19 giugno 2007 sono stati trasmessi su Family Channel in Canada.
Nell'edizione 2006 vi erano tre squadre: la "squadra rossa", la "squadra blu" e la "squadra verde". Le star che facevano parte della squadra, erano attori che avevano partecipato a programmi targati Disney Channel che sarebbero andati in onda quell'estate. Ad ogni partecipante venne assegnato un soprannome e Brenda Song, Ashley Tisdale e Zac Efron vennero nominati capitani.
L'evento fu presentato da due attori di Zack e Cody al Grand Hotel Brian Stepanek (Arwin) e Phill Lewis (Mr. Moseby) e anche dalle voci di Christy Carlson Romano (Kim Possible), John DiMaggio (Dr. Drakken;Fu Dog), Dante Basco (Jake Long), J. P. Manoux (Kuzco), Patrick Warburton (Kronk).

### Programmi partecipanti
- Film TV
  - High School Musical (20 gennaio 2006)
  - Wendy Wu: Guerriera alle prime armi (16 giugno 2006)
  - Scrittrice per caso (21 luglio 2006)
  - The Cheetah Girls 2 (25 agosto 2006)
- Serie televisive
  - Hannah Montana
  - Raven
  - Zack e Cody al Grand Hotel
  - American Dragon
  - Phil dal futuro
  - A scuola con l'imperatore
  - Naturally Sadie
  - La mia vita con Derek

### Squadre
Squadra blu(vincitrice in Stati Uniti, Australia e America Latina)
- Brenda Song (Capitano)
- Corbin Bleu (Il più cool)
- Cole Sprouse (Il conquistatore)
- Vanessa Hudgens (La rubacuori)
- Jason Earles (L'uomo ghiaccio)
- Monique Coleman (La Maverick)

Gli MVP della squadra blu sono stati Vanessa Hudgens (La rubacuori), Brenda Song (Capitano) e Cole Sprouse (Il conquistatore). Cole Sprouse (Il conquistatore) e Corbin Bleu (Il più cool) rappresentarono la squadra blu anche nell'edizione 2007.
Squadra verde(vincitrice in UK)
- Ashley Tisdale (Capitano)
- Mitchel Musso (Il muscolo)
- Miley Cyrus (La tripla minaccia)
- Emily Osment (L'eliminatore)
- Lucas Grabeel (Il Jazz)
- Kyle Massey (Il Funk)

Gli MVP della squadra verde sono stati Kyle Massey (Il Funk) e Miley Cyrus (La tripla minaccia) (due volte). Lucas Grabeel (Il Jazz) e Miley Cyrus (La tripla minaccia) rappresentarono la squadra verde anche nell'edizione 2007.
Squadra rossa(vincitrice in Germania e Italia)
- Zac Efron (Capitano)
- Dylan Sprouse (Il dominatore)
- Shin Koyamada (Il Rock)
- Anneliese van der Pol (Il Knockout)
- Kay Panabaker (La più timida)
- Moisés Arias (L'arma segreta)

Gli MVP della squadra rossa sono stati Zac Efron (Capitano) e Kay Panabaker (La più timida). Moisés Arias (L'arma segreta) rappresentò la squadra rossa anche nell'edizione 2007.

### Giochi
Tra parentesi la squadra vincitrice.
- Corsa ad ostacoli (rossa) - I giocatori devono percorrere un percorso gonfiabile con molti ostacoli;
- Sasso, Carta, Forbice (blu) - Il tipico gioco di sasso, forbici e carta;
- Hamster Ball Relay (verde) - I giocatori guidano come in una gabbia per criceti;
- Colpito e affondato (rossa) - I concorrenti devono centrare un bersaglio con una pallina, così da farlo cadere in acqua;
- Egg Toss/Alphabet Goop (blu) - I giocatori devono trovare le lettere mancanti;
- Mountain Climb Relay (verde) - Un percorso che finisce con lo scavalcare un pallone;
- Quiz Show Relay (blu) - I giocatori devono rispondere a delle domande;
- Simone dice (blu) - Il presentatore Brian Stepanek dà degli ordini e i concorrenti devono eseguirli;
- The Face of Face (rossa) - I giocatori devono abbinare le facce dei bambini ai rispettivi adulti.

### Classifica finale
| Squadra | Settimana 1 | Settimana 2 | Settimana 3 | Settimana 4 | Settimana 5 | Settimana 6 | Settimana 7 | Settimana 8 | Totale |
| ------- | ----------- | ----------- | ----------- | ----------- | ----------- | ----------- | ----------- | ----------- | ------ |
| Blu     | 50          | 100         | 100         | 100         | 200         | 0           | 100         | 100         | 750    |
| Verde   | 25          | 50          | 150         | 100         | 50          | 200         | 25          | 50          | 650    |
| Rossa   | 100         | 25          | 50          | 200         | 50          | 100         | 50          | 0           | 575    |

### MVP della settimana
- Settimana 1: Vanessa Anne Hudgens (la rubacuori) della squadra blu
- Settimana 2: Kyle Massey (Il Funk) della squadra verde
- Settimana 3: Brenda Song (Capitano) della squadra blu
- Settimana 4: Zac Efron (Capitano) della squadra rossa
- Settimana 5: Miley Cyrus (La tripla minaccia) della squadra verde
- Settimana 6: Kay Panabaker (La più timida) della squadra rossa
- Settimana 7: Miley Cyrus (La tripla minaccia) della squadra verde
- Settimana 8: Cole Sprouse (Il conquistatore) della squadra blu

## Disney Channel Games 2007
La seconda edizione dei Disney Channel Games è cominciata il 25 agosto 2007. Come diceva la pubblicità, quest'edizione aveva l'intento di essere la più grande di tutte. Presentata al "Disney's Wide World of Sports Complex" nel Walt Disney World a Lake Buena Vista in Florida, quest'edizione ha visto la partecipazione di una quarta squadra, la gialla. A differenza dell'edizione precedente, in quest'edizione ogni squadra giocava per un'associazione di beneficenza quali "Boys & Girls Club", "UNICEF", "Make-a-Wish Foundation" e "Starlight Starbright Childrens Foundation".
I concorrenti che avevano già partecipato alla prima edizione e che non parteciparono a questa edizione furono Zac Efron, Vanessa Hudgens, Kay Panabaker e Anneliese van der Pol. In quel periodo Vanessa Hudgens e Zac Efron si trovavano in vacanza alle Hawaii. Ai film e serie TV Disney vennero aggiunti nuovi programmi che portarono nuove star come Maiara Walsh e Jason Dolley del telefilm Cory alla Casa Bianca.
In questa edizione non vennero assegnati soprannomi ai concorrenti sebbene Brenda Song rimase il capitano. Gli altri tre capitani furono Dylan Sprouse, Kyle Massey e Corbin Bleu. Phill Lewis e Brian Stepanek ritornarono come presentatori mentre Madison Pettis di Cory alla Casa Bianca ricoprì il ruolo di giudice. Anche in quest'edizione ci fu la partecipazione di diverse voci quali Nancy Cartwright e Grey DeLisle (Todd e Riley), Dante Basco (Jake Long), John DiMaggio (Fu Dog e Dr. Drakken), Christy Carlson Romano (Kim Possible) e J. P. Manoux (Kuzco).
Novità importante di questa edizione è la partecipazione di due attori italiani ben noti al pubblico italiano poiché apparsi nella serie Quelli dell'intervallo: Giulia Boverio e Giulio Rubinelli.

### Concerti
La cerimonia di apertura dell'edizione 2007 dei Disney Channel Games è stata mandata in onda il 15 giugno 2007 con il concerto di Corbin Bleu e Miley Cyrus nelle vesti di Hannah Montana.
La cerimonia di chiusura è andata invece in onda il 25 agosto 2007 con il concerto di The Cheetah Girls, The Jonas Brothers e Miley Cyrus (questa volta non nelle vesti di Hannah Montana).
A novembre è uscito un DVD che raccoglie i concerti delle cerimonie di apertura e chiusura dell'edizione 2007.
Lista canzoni cerimonia d'apertura:
- Corbin Bleu - Deal with It
- Hannah Montana - Life's What You Make It

Lista canzoni cerimonia di chiusura:
- The Cheetah Girls - Strut
- The Jonas Brothers - Kids of the Future
- Miley Cyrus - G.N.O. (Girl's Night Out)

Lista canzoni del concerto:
- Hannah Montana - Nobody's Perfect
- Corbin Bleu - Push It to the Limit
- The Cheetah Girls - Girl Power
- The Jonas Brothers - Hold On

Performance non mandate in onda:
- Miley Cyrus - See You Again
- Corbin Bleu - She Could Be
- The Cheetah Girls - So Bring It On
- The Jonas Brothers - Year 3000

### Programmi partecipanti
- Film TV
  - Johnny Kapahala - Cavalcando l'onda (8 giugno 2007)
  - High School Musical 2 (17 agosto 2007)
- Serie televisive e altri programmi
  - Hannah Montana
  - Zack e Cody al Grand Hotel
  - Cory alla Casa Bianca
  - Kim Possible
  - A scuola con l'imperatore
  - American Dragon
  - The Replacements
  - La mia vita con Derek

### Squadre
Squadra verde - vincitrice con 1400 punti in Stati Uniti e con 1300 punti in Australia e Nuova Zelanda
- Dylan Sprouse (Capitano) - Zack e Cody al Grand Hotel
- Lucas Grabeel- Ritorno ad Halloweentown, High School Musical, High School Musical 2
- Monique Coleman - Zack e Cody al Grand Hotel, High School Musical, High School Musical 2
- Brandon Baker - Johnny Kapahala - Cavalcando l'onda
- Miley Cyrus - Hannah Montana
- Giulia Boverio - Quelli dell'intervallo (Disney Channel italiano)
- Pax Baldwin - As the Bell Rings (Quelli dell'intervallo) (UK)
- Kouki Okada - (Quelli dell'intervallo) (Disney Channel giapponese)
- Bela Klentze - Kurze pause (Quelli dell'intervallo)(Disney Channel tedesco)

Gli MVP della squadra verde sono stati Dylan Sprouse (Capitano) (due volte), Monique Coleman, Lucas Grabeel e Kouki Okada.
Squadra gialla - 2ª classificata con 1225 punti
- Kyle Massey (Capitano) - Life is Ruff, Raven, Cory alla Casa Bianca, Tyco il terribile
- Shin Koyamada - Wendy Wu: Guerriera alle prime armi
- Emily Osment - Hannah Montana
- Jason Dolley - Cory alla Casa Bianca, Scrittrice per caso, Gli esploratori del tempo
- Sabrina Bryan- The Cheetah Girls, The Cheetah Girls 2
- Andrea Guasch - Cambio de clase (Quelli dell'intervallo) (Disney Channel spagnolo)
- Robson Nunes (Disney Channel brasiliano)
- Côme Levin (Disney Channel francese)

Non vi sono stati MVP della squadra gialla.
Squadra rossa - 3ª classificata con 1125 punti
- Brenda Song (Capitano) - Phil dal futuro, Zack e Cody al Grand Hotel, Wendy Wu: Guerriera alle prime armi, Una star in periferia
- Ashley Tisdale - Zack e Cody al Grand Hotel, High School Musical, High School Musical 2
- Adrienne Bailon- The Cheetah Girls, Cheetah Girls 2
- Mitchel Musso - Life is Ruff, Hannah Montana, Tyco il terribile
- Jason Earles - Hannah Montana
- Moisés Arias - Hannah Montana
- Sydney White - As the Bell Rings (Quelli dell'intervallo) (Disney Channel UK)
- François Civil - (Disney Channel francese)
- Sergio Martin - Cambio de clase (Quelli dell'intervallo) (Disney Channel spagnolo)

Gli MVP della squadra rossa sono stati Ashley Tisdale e Jason Earles (due volte).
Squadra blu - 4ª e ultima classificata con 850 punti
- Corbin Bleu (Capitano) - High School Musical, Jump In, High School Musical 2
- Kiely Williams - The Cheetah Girls, The Cheetah Girls 2
- Cole Sprouse - Zack e Cody al Grand Hotel
- Maiara Walsh - Cory alla Casa Bianca
- Jake T. Austin - Johnny Kapahala - Cavalcando l'onda, I maghi di Waverly
- Isabella Soric - Kurze pause (Quelli dell'intervallo)(Disney Channel tedesco)
- Giulio Rubinelli - Quelli dell'intervallo (Disney Channel italiano)
- Roger González (Disney Channel messicano)

Non vi sono stati MVP della squadra blu

### Giochi
Tra parentesi la messa in onda e squadra vincitrice
- Sasso, carta, forbice (16 giugno 2007; gialla) - Il tipico gioco di sasso, forbici e carta; se c'è parità si fa una sfida;
- Corsa ad ostacoli (23 giugno 2007, rossa) - I giocatori devono percorrere un percorso gonfiabile con molti ostacoli;
- Danza e schiaccia (30 giugno 2007; blu)- I giocatori prima di schiacciare a canestro devono fare dei passi di danza;
- Lancio delle uova (7 luglio 2007; gialla) - I concorrenti si devono lanciare le uova senza romperle;
- Colpito e affondato (21 luglio 2007; verde) - I concorrenti devono centrare un bersaglio con una pallina, così da farlo cadere in acqua;
- La palla umana (28 luglio 2007; gialla) - I giocatori devono superare un percorso ad ostacoli rinchiusi in una palla gigantesca;
- Il super mega calcio (4 agosto 2007; gialla) - I concorrenti devono giocare a calcio con una palla enorme;
- Simone dice (11 agosto 2007; rossa) - Il presentatore Brian Stepanek dà degli ordini e i concorrenti devono eseguirli (Jason Earles è il vincitore del gioco);

### Classifica finale
| Squadra | Settimana 1 | Settimana 2 | Settimana 3 | Settimana 4 | Settimana 5 | Settimana 6 | Settimana 7 | Settimana 8 | Totale |
| ------- | ----------- | ----------- | ----------- | ----------- | ----------- | ----------- | ----------- | ----------- | ------ |
| Verde   | 100         | 150         | 150         | 150         | 200         | 75          | 150         | 75          | 1225   |
| Gialla  | 200         | 100         | 75          | 200         | 100         | 200         | 200         | 150         | 1155   |
| Rossa   | 150         | 200         | 100         | 75          | 150         | 100         | 150         | 200         | 1050   |
| Blu     | 75          | 75          | 200         | 100         | 75          | 150         | 75          | 100         | 850    |

### La squadra vincitrice
La Squadra verde vinse la competizione e scese di donare la vincita di 25.000$ all'associazione "Boys & Girls Club" in America.
Alla fine della gara, la Disney decise di regalare anche alle altre squadre 25.000$ da donare all'associazione che i ragazzi avrebbero preferito.

### MVP della settimana
- Settimana 1: Dylan Sprouse (Capitano) della squadra verde
- Settimana 2: Kouki Okada della squadra verde
- Settimana 3: Monique Coleman della squadra verde
- Settimana 4: Dylan Sprouse (Capitano) della squadra verde
- Settimana 5: Lucas Grabeel della squadra verde
- Settimana 6: Jason Earles della squadra rossa
- Settimana 7: Ashley Tisdale della squadra rossa
- Settimana 8: Jason Earles della squadra rossa

## Disney Channel Games 2008
Negli Stati Uniti è iniziata e si è conclusa la terza edizione dei Disney Channel Games.

La trasmissione in Italia è iniziata venerdì 3 ottobre.

### Programmi partecipanti
- Zack e Cody al Grand Hotel
- Hannah Montana
- Cory alla Casa Bianca
- I maghi di Waverly
- Quelli dell'intervallo (varie nazioni)
- La mia vita con Derek
- The Cheetah Girls
- Camp Rock

### Squadre
Squadra rossa
- Brenda Song - Zack e Cody al Grand Hotel
- Mitchel Musso - Hannah Montana
- Jason Earles - Hannah Montana
- Nick Jonas - Jonas L.A., Camp Rock, Jonas Brothers vivere il sogno
- Deniz Akdeniz
- Jake T. Austin - I maghi di Waverly, Johnny Kapahala - Cavalcando l'onda
- Adrienne Bailon - Una canzone per le Cheetah Girls, Cheetah Girls 2, Cheetah Girls 3 - Alla conquista del mondo
- Rafael Baronesi
- Anna Maria Perez de Tagle - Camp Rock, Hannah Montana
- Jasmine Richards - Camp Rock

Squadra verde
- Joe Jonas - Jonas, Camp Rock, Jonas Brothers vivere il sogno
- Jason Dolley - Cory alla Casa Bianca, Scrittrice per caso, Gli esploratori del tempo
- Ambra Lo Faro - Quelli dell'intervallo (Disney Channel Italia)
- David Henrie - Raven, I maghi di Waverly
- Dylan Sprouse - Zack e Cody al Grand Hotel
- Clara Alonso
- Brad Kavanagh
- Chelsea Staub - Gli esploratori del tempo, Jonas
- Jennifer Stone - I maghi di Waverly

Squadra gialla
- Kevin Jonas - Jonas, Camp Rock, Jonas Brothers vivere il sogno
- Kyle Massey - Cory alla Casa Bianca, Raven, Tyco il terribile
- Moisés Arias - Hannah Montana
- Sabrina Bryan - Una canzone per le Cheetah Girls, Cheetah Girls 2, Cheetah Girls 3 - Alla conquista del mondo
- Selena Gomez - I maghi di Waverly
- Martin Barlan
- Yi-Chun Chou
- Andrea Guash
- Kunal Sharma

Squadra Blu
- Kiely Williams - Una canzone per le Cheetah Girls, Cheetah Girls 2, Cheetah Girls 3 - Alla conquista del mondo
- Cole Sprouse - Zack e Cody al Grand Hotel
- Muhammad Farez Bin Jurami
- Roshon Fegan - Camp Rock
- Roger Ginazalez
- Shin Koyamada
- Demi Lovato - As the Bell Rings, Camp Rock
- Isabella Soric
- Alyson Stoner - Camp Rock, Zack e Cody al Grand Hotel

### Settimana finale
| Squadra | Settimana 1 | Settimana 2 | Settimana 3 | Settimana 4 | Settimana 5 | Totale |
| ------- | ----------- | ----------- | ----------- | ----------- | ----------- | ------ |
| Blu     | 20          | 10          | 10          | 10          | 5           | 55     |
| Gialla  | 5           | 20          | 10          | 20          | 15          | 70     |
| Verde   | 15          | 15          | 5           | 10          | 10          | 55     |
| Rossa   | 10          | 10          | 20          | 15          | 20          | 75     |